# Dore Hoyer
Dore Hoyer (née le 12 décembre 1911 à Dresde et morte le 31 décembre 1967 à Berlin-Ouest) est une chorégraphe et danseuse expressionniste allemande.

## Biographie

### Jeunesse
À l'âge de 12 ans, une institutrice invite Hoyer à devenir gymnaste, et lui obtient une bourse pour cela. Elle apprend la rythmique et la gymnastique. En 1927, elle obtient une nouvelle bourse pour devenir professeur d'éducation physique, et travaille sous la direction d'Ilse Homilius, une disciple d'Émile Jaques-Dalcroze, à l'école de Hellerau-Laxenburg de Dresde. Elle y apprend l'expression corporelle et travaille quelques chorégraphies pour ses premiers pas sur scène,.
Dore Hoyer passe avec succès les épreuves d'examen de professeur d'éducation physique en 1930 et fréquente l'école de danse fondée en 1924 par Gret Palucca à Dresde, où elle a pour professeur Irma Steinberg.

### Les années 1930
Elle ne trouve d'abord qu'un engagement pour des danses d'opérettes à Plauen, mais en 1933, obtient un poste de maître de ballet au théâtre national d'Oldenburg, qui lui permet de produire quelques-unes de ses chorégraphies. Mais il s'agit, pour l'essentiel, d'exécuter des danses d'opéras et d'opérettes.
En 1932 elle fit la connaissance d'un musicien et compositeur de 18 ans, Peter Cieslak. Jusqu'au suicide de ce dernier, le  5 avril 1935, c’est une collaboration entière : Cieslak compose pour elle la musique des Ernste Gesänge (1932) et l'année suivante elle peut donner son premier spectacle solo à Dresde. Bientôt elle peut poursuivre son spectacle dans des théâtres à Graz, et jusqu'en 1935 se produit occasionnellement avec la troupe de Mary Wigman.
En 1936, elle entreprend avec le pianiste et percussionniste Dimitri Viatovitch une collaboration qui se poursuit pendant 30 ans. Jusqu'à la fin de la guerre, en 1945, il devient aussi le compositeur des airs de ses spectacles.

### La guerre et ses conséquences
En 1940, elle obtient une place de danseuse soliste à la Deutsche Tanzbühne de Berlin. Jusqu'à la fin de la guerre, elle réside à Dresde . En 1945, dans une ville de Dresde en grande partie détruite par les bombes, elle crée sa propre école de danse dans l'ancien cours de Wigman. C'est ainsi qu'elle crée le cycle des danses pour Käthe Kollwitz, qu'elle produit en tournée avec ses élèves, dont Ursula Cain.
Au mois de septembre 1948, Dore Hoyer quitte définitivement Dresde, la zone d'occupation soviétique en Allemagne, et le réalisme socialiste soviétique. Elle s'établit à Hambourg, où elle est l'un des cofondateurs de l'Académie privée des Beaux-Arts. En 1949, le directeur Günter Rennert l'engage à l'Opéra d'État de Hambourg comme première danseuse et maître de ballet.
Elle crée de nouvelles chorégraphies. Sa pièce Der Fremde, sorte de danse macabre, est comparée par la critique à la célèbre Table verte de Kurt Jooss. Elle-même la considére comme l'une de ses principales chorégraphies de groupe. Cette danse n'est pas sans résonances personnelles : elle traite des rapports entre l'individu et la société. Hoyer participe par la suite à de nombreuses mises en scènes, entre autres à Mannheim et à Ulm. Au cours des années 1950, elle entreprend plusieurs tournées en Amérique du Sud, et est particulièrement acclamée à Buenos Aires.

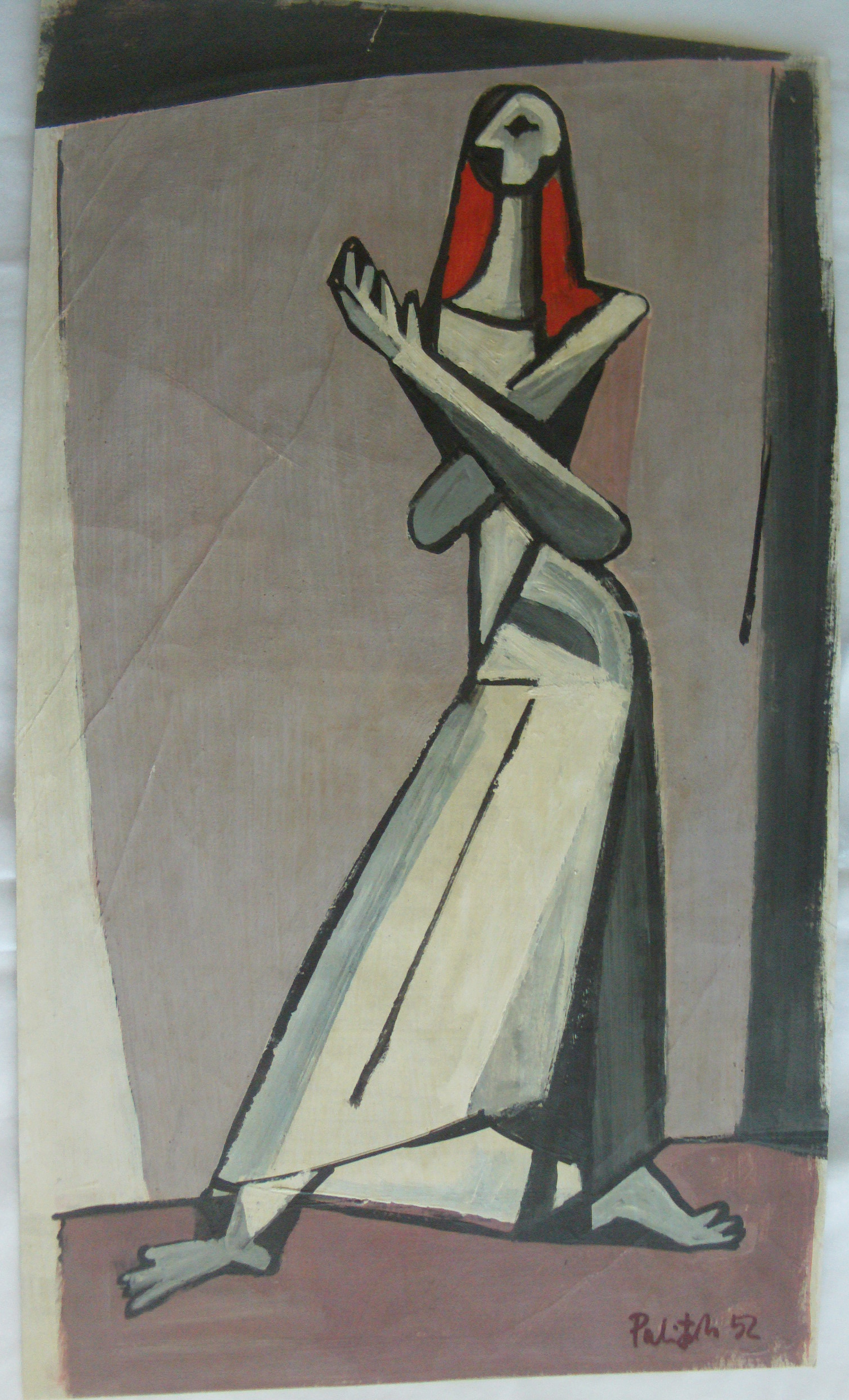
Hans Heinrich Palitzsch, Dore Hoyer tantz (Dore Hoyer danse), 1952

En 1957, Mary Wigman l'invite à participer à l’American Dance Festival du Connecticut College à New London (Connecticut). Dore Hoyer s'y confronte aux artistes de la Modern Dance. Ses interprétations sont accueillies avec enthousiasme, y compris des compositions que les Américains jugent trop sentimentales. Mais Dore Hoyer elle-même juge les danseurs américains inexpressifs, frénétiques et impersonnels (nur motorisch, dramatisch und grotesk). Seul José Limon et sa troupe font exception à ses yeux. New York la célèbre comme « une forteresse de la danse moderne, comme n'en trouve plus en Allemagne. » La même année, elle interpréta l'élue (la Victime) pour Wigman dans sa mise en scène du Sacre du printemps d’Igor Stravinsky à Berlin.

### Dernières années
Elle poursuit ses tournées en Allemagne, en Europe et Outre-mer. En 1959, elle collabore au montage de la première allemande du Moïse et Aaron d'Arnold Schönberg à Berlin-Ouest.
Dans les années 1960, les goûts du public d'Allemagne de l'Ouest se détournent de la danse expressionniste. Les spectacles de Dore Hoyer ne font plus recette, alors qu'elle enregistre tous les soirs des audiences de 2 500 spectateurs en Amérique Latine (elle a créé une troupe à La Plata en 1960, sur proposition du gouvernement argentin). Elle perd finalement tout espoir de monter une compagnie de danse subventionnée par l'Allemagne de l'Ouest : victime d'un accident qui la laisse définitivement infirme d'un genou en 1954, elle ne peut plus se produire qu'au prix de grandes souffrances physiques. Elle poursuit néanmoins sa carrière de danseuse soliste : sa tournée de 1966 en Extrême-Orient autour du spectacle Canto General lui vaut un accueil chaleureux, mais elle-même a l'impression que son art n'est plus compris.
Elle a 56 ans lorsqu'elle donne sa dernière représentation, le 18 décembre 1967, à Berlin ; elle ne parvient à tenir jusqu'à la fin du spectacle que grâce à des anti-douleurs. Elle a loué la salle à ses frais et s'est elle-même occupée de la publicité. Le programme comporte des allusions politiques, comme sa pièce Vietnam. Il n'y a pourtant ce soir-là que quelques centaines de spectateurs. Dore Hoyer croule sous les dettes, et elle est consciente que son genou blessé ne lui permet plus de danser. Elle met fin a ses jours, avec un poison ramené d'Amérique Latine.

## Sélection de ses interprétations
- 1947 : Der große Gesang[10].
- 1953 : Gesichte unserer Zeit[11].
- 1954 : Monolog[12].
- 1962 : Affectos humanos (Menschliche Leidenschaften)[13].

Son sens de la nostalgie et ses expressions d'extase ressortent particulièrement dans le Boléro de Maurice Ravel. Elle tourne sur elle-même pendant vingt minutes, changeant chaque fois d'expression et obtenant ainsi une intensité dramatique croissante.
Plusieurs de ses danses avaient un caractère nettement féminin, non seulement par le thème, mais par les mouvements, l'action et l'apparence de Dore Hoyer, par exemple dans le cycle Mütter ou la pièce Ruth du cycle Biblische Gestalten.
Dore Hoyer a reçu en 1951 le prix de la Critique allemande, avec cette appréciation:

« De toutes les danseuses allemandes de l'Après-guerre, Dore Hoyer est la plus forte personnalité, et avec sa suite en cinq tableaux Der große Gesang, elle a produit le chef-d'œuvre soliste le plus convaincant et le plus abouti de la scène. Ce que Dore Hoyer incarne par son art, c'est la modernité. ... Elle est devenue pour la danse allemande d'Après-guerre ce qu'on ne trouve dans aucune autre discipline : une révélation d'envergure européenne, qu'on ne peut comparer pour la danse moderne qu'à l'Américaine Martha Graham. »

— H. Müller et al., Dore Hoyer. Tänzerin

## Postérité
Le fonds Dore Hoyer est conservé aux Archives de la danse de Cologne. Une biographie a été consacrée à cette danseuse dans les années 1990.
La chorégraphe et danseuse solo Susanne Linke cite Dore Hoyer comme son propre modèle. Elle a repris à son compte la chorégraphie d’Affectos humanos en se servant du documentaire de la Hessischer Rundfunk, des notes écrites et d'après les indications de l'amie et assistante de Dore Hoyer, Waltraud Luley. Arila Siegert a interprété cette dans en 1989 à Dresde d'après le même documentaire. Waltraud Luley lui a prêté pour cela les tenues originales. Betsy Fisher, Martin Nachbar et Michaela Fünfhausen se sont intéressés aux danses de ce documentaires et ont sollicité Waltraud Luley.
La ville de Dresde possède une rue Dore-Hoyer.